# Sydlig døgling
Sydlig døgling (Hyperoodon planifrons) er en art inden for familien af næbhvaler. Den er 6-7,5 m lang og vejer 6-8 t.